# Earth Explorer
Als Earth Explorer bezeichnet die Europäische Weltraumorganisation ESA ihre wissenschaftlichen Erdbeobachtungssatelliten.

## Missionen
Folgende Earth-Explorer-Satelliten wurden oder werden derzeit eingesetzt oder sind beschlossen:
| Satellit   | Ziel der globalen Forschungen                             | Start                                                        |
| ---------- | --------------------------------------------------------- | ------------------------------------------------------------ |
| CryoSat 1  | Erfassung der planetaren Eismassen                        | 8. Oktober 2005 (fehlgeschlagen, Erreichte keine Umlaufbahn) |
| GOCE       | Bestimmung des Erdschwerefeldes                           | 17. März 2009 Wiedereintritt 11. November 2013               |
| SMOS       | Bodenfeuchte, Salzgehalt der Meere                        | 2. November 2009                                             |
| CryoSat 2  | Erfassung der planetaren Eismassen (Ersatz für CryoSat 1) | 8. April 2010                                                |
| SWARM      | Erdmagnetfeld und Klima                                   | 22. November 2013                                            |
| ADM-Aeolus | Dynamik der Erdatmosphäre                                 | 22. August 2018, Wiedereintritt 28. Juli 2023                |
| EarthCARE  | Wolken und Aerosole                                       | 28. Mai 2024                                                 |
| Biomass    | Biomasse der Wälder                                       | 29. April 2025                                               |
| FLEX       | Photosyntheseaktivität der globalen Vegetation            | 2025 (geplant)                                               |
| FORUM      | Wärmeabstrahlung der Erde                                 | 2026 (geplant)                                               |
| Harmony    | Land- und Meeresoberflächen der Erde                      | 2029 (geplant)                                               |

## Vorgeschlagene Missionen
Als Kandidaten für die Earth-Explorer-11-Mission bewerben oder bewarben sich:
- CAIRT – Changing Atmosphere Infra Red Tomography – hätte das erste horizontsondierende Messinstrument, welches einen abbildenden Detektor nutzt, auf einem Satelliten. Ziel der Mission ist es, vertikal hochaufgelöste atmosphärische Profile von Temperatur und Spurengasen (z. B.: Halogen- und Stickstoffverbindungen, ozonzerstörende Substanzen, Verschmutzungsgase) im Bereich von 5 bis 120 km Höhe zu erstellen.
- Nitrosat – würde Stickstoffdioxid und Ammoniak als zwei wichtige atmosphärische Stickstoffverbindungen messen, welche bedeutende Vorläufer von Aerosolen sind.
- WIVERN – würde mit Hilfe eines Doppler-Radars Winde innerhalb von Wolken messen.
- Seastar – würde Strömungen und Winde an der Meeresoberfläche mit 1 km Auflösung messen.